# Jadrian Clark
Jadrian Clark (* 22. April 1994 in Lakeland, Florida) ist ein US-amerikanischer American-Football-Spieler, der ab der Saison 2025 als Quarterback für Nordic Storm in der European League of Football (ELF) spielt. Im Jahr 2023 gewann er sowohl die Auszeichnung des wertvollsten Spielers als auch die Meisterschaft.

## Karriere
Clark spielte in der Hochschulmannschaft der Weber State Wildcats, später in den deutschen Mannschaften der Kirchdorf Wildcats (denen er zum Aufstieg in die GFL verhalf), der New Yorker Lions (mit denen er eine BIG6 European Football League gewann) und der Schwäbisch Hall Unicorns (erreicht den German Bowl, verlor gegen die Lions) und bei den Österreichern Vienna Vikings (nach Absage der Deutschen Meisterschaft 2020; mit ihnen gewann er die österreichische Meisterschaft), um später ins deutsche Profiteam der Hamburg Sea Devils.
Ab 2022 spielte er für Rhein Fire und ersetzte den verletzten Matt Adam. In der Saison 2023 spielte er erneut für Rhein Fire, und wurde am Ende der Saison zum ELF Most Valuable Player ernannt. Nach der Saison studierte er an der University of the West of England in Bristol. Er spielte für das lokale Universitätsteam und wurde mit diesem ungeschlagener Meister der Universitätsliga, wobei er zum MVP des Finales erklärt wurde. Bereits zuvor hatte ihn Rhein Fire für die Saison 2024 weiterverpflichtet.
Im November 2024 wurde er für die Saison 2025 von den neu gegründeten Nordic Storm unter Vertrag genommen.

## Saisonstatistiken
| Jahr                                              | Team                     | Spiele | Passspiel | Passspiel | Passspiel | Passspiel | Passspiel | Passspiel | Passspiel | Passspiel | Laufspiel | Laufspiel | Laufspiel | Laufspiel | Laufspiel | Laufspiel |
| Jahr                                              | Team                     | Spiele | Cmp       | Att       | Qte       | Yds       | Avg       | TD        | Int       | Eff       | Att       | Yds       | Avg       | TD        | Fum       | Lst       |
| ------------------------------------------------- | ------------------------ | ------ | --------- | --------- | --------- | --------- | --------- | --------- | --------- | --------- | --------- | --------- | --------- | --------- | --------- | --------- |
| German Football League / German Football League 2 |                          |        |           |           |           |           |           |           |           |           |           |           |           |           |           |           |
| 2017                                              | Kirchdorf Wildcats       | 13     | 255       | 403       | 63,3      | 3.578     | 8,9       | 51        | 10        | 121,1     | 88        | 151       | 1,7       | 6         | –         | –         |
| 2018                                              | New Yorker Lions         | 16     | 270       | 440       | 61,4      | 3.627     | 8,4       | 45        | 11        | 111,2     | 112       | 428       | 3,8       | 11        | –         | –         |
| 2019                                              | Schwäbisch Hall Unicorns | 17     | 244       | 379       | 64,4      | 4.009     | 10,5      | 51        | 10        | 128,4     | 111       | 455       | 4,1       | 13        | –         | –         |
| GFL Gesamt                                        | GFL Gesamt               | 46     | 769       | 1.222     | 62,9      | 11.214    | 9,2       | 147       | 31        | 121,8     | 311       | 1.034     | 3,3       | 30        | –         | –         |
| Quelle: http://stats.gfl.info/                    |                          |        |           |           |           |           |           |           |           |           |           |           |           |           |           |           |
| European League of Football                       |                          |        |           |           |           |           |           |           |           |           |           |           |           |           |           |           |
| 2021                                              | Hamburg Sea Devils       | 9      | 129       | 217       | 59,5      | 1.383     | 6,8       | 15        | 10        | 82,0      | 47        | 201       | 4,3       | 1         | 1         | 1         |
| 2022                                              | Rhein Fire               | 6      | 125       | 194       | 64,4      | 2.118     | 10,9      | 23        | 5         | 130,0     | 22        | 117       | 5,3       | 0         | 3         | 1         |
| 2023                                              | Rhein Fire               | 12     | 237       | 361       | 65,7      | 3.586     | 9,9       | 53        | 7         | 129,7     | 17        | 37        | 2,2       | 0         | 0         | 0         |
| 2024                                              | Rhein Fire               | 12     | 171       | 252       | 67,9      | 2.215     | 8,8       | 27        | 8         | 117,7     | 14        | 64        | 4,6       | 1         | 3         | 3         |
| ELF Gesamt                                        | ELF Gesamt               | 39     | 663       | 1.024     | 64,7      | 9.302     | 9,1       | 118       | 30        | 120,0     | 100       | 419       | 4,2       | 2         | 7         | 5         |
| Quellen: sportsmetrics.football                   |                          |        |           |           |           |           |           |           |           |           |           |           |           |           |           |           |